# Ivo Viktor

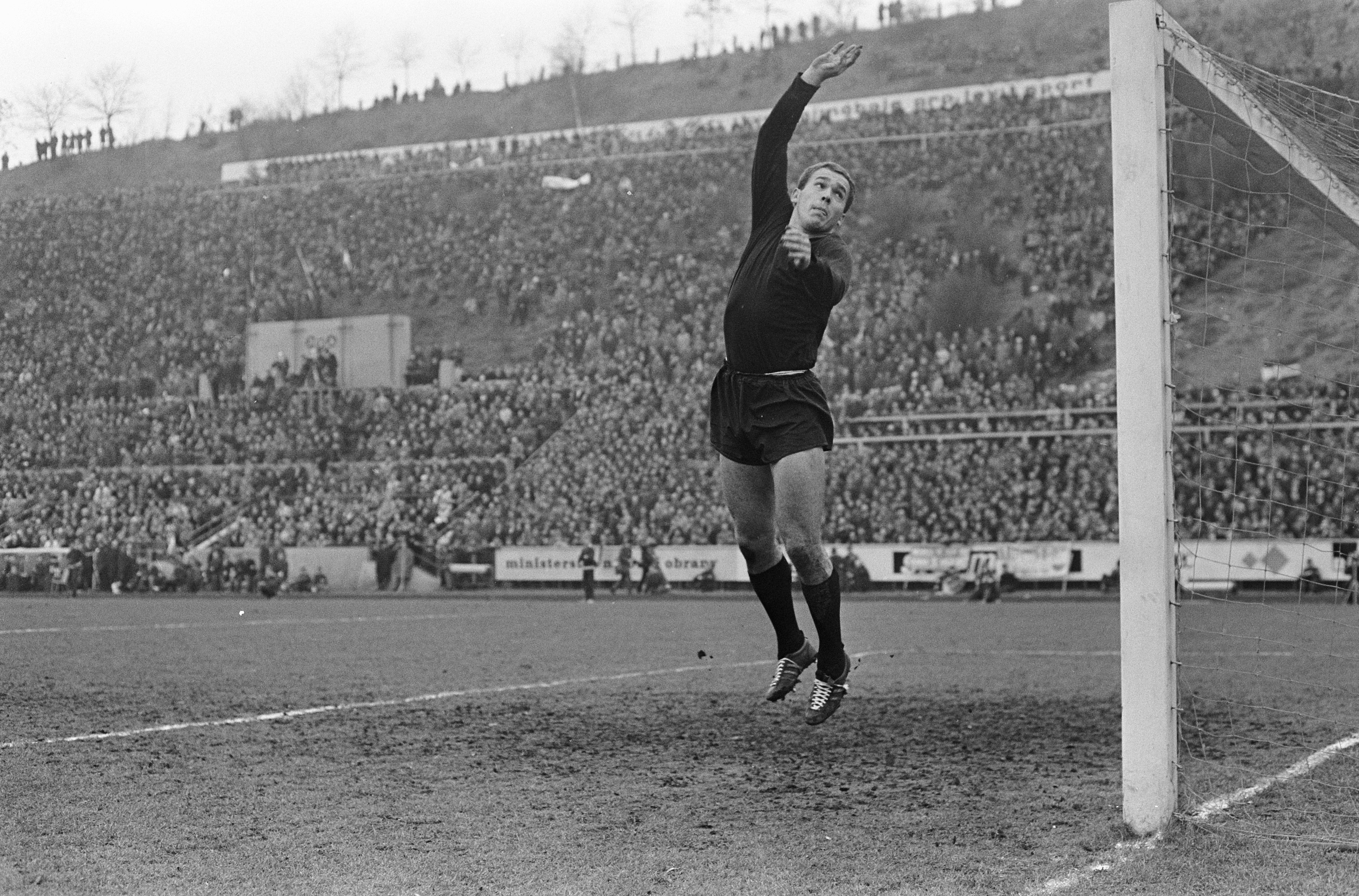
Ivo Viktor under en match med Dukla Prag, 1967.

Ivo Viktor, född 21 maj 1942 i Křelov, är en tjeckisk, tidigare tjeckoslovakisk fotbollsmålvakt.
Ivo Viktor spelade 1963–1977 för Dukla Prag. 1966 debuterade han för Tjeckoslovakiens landslag och spelade 66 A-landskamper.
Viktor blev tjeckoslovakisk mästare 1964 och 1966 och cupmästare 1965, 1966 och 1969. Han valdes till årets spelare i Tjeckoslovakien fem gånger. Han deltog i VM 1970 i Mexiko och blev Europamästare 1976. 1977 avslutade han spelarkarriären.